# تانگاینونی
تانگاینونی (به لاتین: Tangainony) یک منطقهٔ مسکونی در ماداگاسکار است که در فرافنگانا واقع شده‌است. تانگاینونی ۱۶٬۰۰۰ نفر جمعیت دارد و ۵ متر بالاتر از سطح دریا واقع شده‌است.